# John Ross Browne
John Ross Browne (Beggars Bush, Dublin, Írország, 1821. február 11. – Oakland, Kalifornia, 1875. december 9.) amerikai utazó és humorista.

## Élete

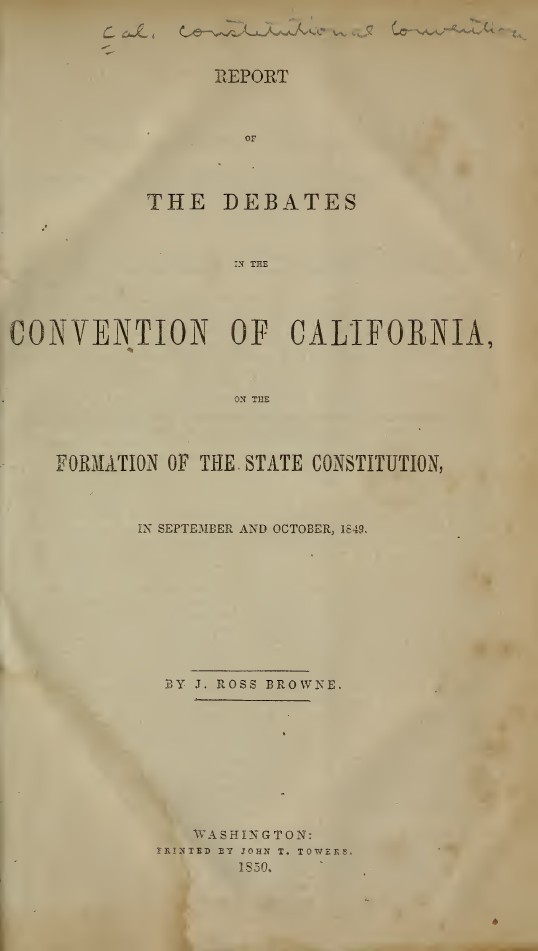
Report of the Debates in the Convention of California című művének címlapja

18 éves korában az Ohión és Mississippin eljutott New Orleansba, ott cethalászhajóra szegődött. De Zanzibárnál elhagyta a hajót és miután hosszabb ideig ott időzött volt, visszatért az Amerikai Egyesült Államokba, azok legnagyobb részét beutazta. Járt Európában, Ázsiában és Afrikában és mindenütt anyagot gyűjtött érdekes leírásaihoz és vázlataihoz. Legelső művei közé tartozott: Etchings of a whaling cruise and whale fisbery (1846), amelyben Zanzibárról is szól. Később (1853) jelent meg: Yusuf, or the journey of the Frangi, palesztinai utazásának humoros leírása. A pacific-vaspálya mentén föltárt új bányavidékeket bejárta a kormány megbízásából és humorosan írja le ezen utazásait a Washol-ban és a California adventures-ben. Egyéb művei: An American family in Germany (1866); The land of Thor (1867); Crusoes island with sketches in California (1864); Mineral resources west of the United States (1869); Adventures in the Apache country (1869, németül: 1870).
1868 és 1870 között hazája nagykövete volt Kínában.